# Zakkari Dempster
Zakkari (Zak) Dempster (Castlemaine, 27 september 1987) is een Australische voormalig weg- en baanwielrenner die reed voor onder andere Israel Cycling Academy. Vanaf 2023 is hij werkzaam als teamleider bij Ineos Grenadiers, de ploeg van Thymen Arensman.

## Baanwielrennen

### Palmares
| Jaar     | AK                                                        | OK       | WK                   | Overig                                  |
| Junioren | Junioren                                                  | Junioren | Junioren             | Junioren                                |
| -------- | --------------------------------------------------------- | -------- | -------------------- | --------------------------------------- |
| 2005     | Achtervolging, Puntenkoers                                |          | Ploegenachtervolging |                                         |
| 2009     |                                                           |          |                      |                                         |
| Elite    |                                                           |          |                      |                                         |
| 2004     |                                                           |          |                      |                                         |
| 2005     |                                                           |          |                      |                                         |
| 2006     | Ploegenachtervolging                                      |          |                      | Oceanische Spelen: Ploegenachtervolging |
| 2007     | Ploegenachtervolging, Scratch, Achtervolging, Puntenkoers |          |                      |                                         |
| 2008     | Achtervolging                                             |          |                      |                                         |

## Wegwielrennen

### Overwinningen
2007
 Australisch kampioen tijdrijden, Beloften
2008
1e etappe Ronde van Japan
Melbourne to Warrnambool Classic
2011
Rutland-Melton International Cicle Classic
1e etappe Ronde de l'Oise
2012
2e etappe Ronde van Tsjechië
2019
Veenendaal-Veenendaal Classic

### Resultaten in voornaamste wedstrijden
| Jaar | Ronde van Italië | Ronde van Frankrijk | Ronde van Spanje |
| ---- | ---------------- | ------------------- | ---------------- |
| 2013 |                  |                     | 133e             |
| 2014 |                  | 151e                |                  |
| 2015 |                  | opgave              |                  |
| 2016 |                  |                     |                  |
| 2017 |                  |                     |                  |
| 2018 | 126e             |                     |                  |
| 2019 |                  |                     |                  |

| Jaar | Milaan-San Remo | Gent-Wevelgem | Ronde van Vlaanderen | Parijs-Roubaix | Parijs-Tours |  | WK op de weg |
| ---- | --------------- | ------------- | -------------------- | -------------- | ------------ |  | ------------ |
| 2013 |                 |               | opgave               | 108e           |              |  |              |
| 2014 | opgave          | 83e           | 53e                  | 56e            |              |  |              |
| 2015 | 106e            |               |                      | 92e            | opgave       |  |              |
| 2016 |                 |               | 58e                  | 24e            | 167e         |  | 51e          |
| 2017 |                 | opgave        |                      |                |              |  |              |
| 2018 | 59e             |               |                      |                |              |  |              |
| 2019 |                 |               |                      |                | opgave       |  |              |

## Ploegen
- 2006 –  Drapac Porsche (tot 19-10)
- 2007 –  SouthAustralia.com-AIS
- 2008 –  SouthAustralia.com-AIS
- 2009 –  Cycling Club Bourgas (tot 23-6)
- 2009 –  Drapac-Porsche Cycling (vanaf 1-7)
- 2010 –  Rapha Condor-Sharp
- 2011 –  Rapha Condor-Sharp
- 2011 –  HTC-Highroad (stagiair vanaf 1-8)
- 2012 –  Endura Racing
- 2013 –  Team NetApp-Endura
- 2014 –  Team NetApp-Endura
- 2015 –  Bora-Argon 18
- 2016 –  Bora-Argon 18
- 2017 –  Israel Cycling Academy
- 2018 –  Israel Cycling Academy
- 2019 –  Israel Cycling Academy

Banson · Dempster · Docker · Lapthorne · McLachlan · Murchie · Shaw · Thorsen · Thuaux · Windsor · Young
Bates · J.Clarke · S.Clarke · Dawson · Dempster · Finning · M.Ford · W.Ford · Higgerson · Jamieson · Lewis · McConnell · Meyer · Norris · Olman · Sanderson · Sulzberger · Walker · Wooldridge
Bobridge · Clarke · Dempster · M.Ford · W.Ford · Jamieson · Josefski · B.King · M.King · C.Meyer · T.Meyer · Semple · Sulzberger · Walker
Bates · Braunsteins · Dempster · D.Drapac · Grinter · Humbert · Irwyn · Lewis · McDonald · Morton · O'Brien · Olman · Palmer · Pollock · Shaw · Thuaux · Williams · Windsor
Albasini ·
Bak ·
Brammeier ·
Cavendish  ·
Degenkolb ·
Eisel ·
Fairly ·
Ghyselinck ·
Goss ·
Grabsch ·
Gretsch ·
Howard ·
Lewis ·
Martin   ·
Pate ·
Pinotti ·
Raboň ·
Rasmussen (tot 15/09) ·
Renshaw ·
Roulston ·
Siwtsow ·
Smukulis ·
van Garderen ·
M. Velits ·
P. Velits ·
Dempster (stagiair) ·
Norris (stagiair)
Anderson · Bibby · Blain · Camaño · Dempster · Downing · Mandri · McEvoy · Partridge · Rowsell · Thwaites · Tiernan-Locke · Voss · Wetterhall · Wilkinson · Windsor
Bárta · 
Benedetti · 
Camaño · 
De la Cruz · 
Dempster · 
Downing · 
Eichler · 
Huzarski · 
Jarc ·   
Kluge ·   
König · 
Matzka · 
McEvoy ·
Mendes · 
Rowsell · 
Schillinger · 
Schorn · 
Schwarzmann · 
Thwaites · 
Voss · 
Wetterhall
Bárta · 
Benedetti · 
Bennett · 
Camaño · 
De la Cruz · 
Dempster · 
Huzarski · 
Jarc · 
König · 
Machado · 
Matzka · 
McEvoy · 
Mendes · 
Padour · 
Rowsell · 
Schillinger · 
Schorn · 
Schwarzmann · 
Thwaites · 
Voss  · 
Konrad (stagiair) · 
Krieger (stagiair) · 
Mühlberger (stagiair) 
Archbold · Bárta · Bauhaus · Benedetti · Bennett · Buchmann · Dempster · Huzarski · Konrad · Matzka · Mendes · Nerz · Pfingsten · Salerno · Schillinger · Schorn · Schwarzmann · Thurau · Thwaites · Voss · Mühlberger (stagiair) · Pöstlberger (stagiair)
Archbold · Bárta · Bauhaus · Benedetti · Bennett · Buchmann · Dempster · Herklotz · Huzarski · Konrad · Matzka · Mendes · Mühlberger · Nerz · Pfingsten · Pöstlberger · Schillinger · Schwarzmann · Selig · Thwaites · Voss
Boivin · Craven · Dempster · Díaz · Goldstein · Lemus · Lowndes · Neilands · Perry · Räim · Sagiv · Schreurs · Turek · Williams · van Winden · Yechezkel · Einhorn (stagiair) · Niv (stagiair) · Sessler (stagiair)
Ávila · Boivin · Dempster · Díaz · Earle · Enger · Gebremedhin · O. Goldstein · R. Goldstein · Hermans · Jensen · Lemus · Neilands · Niv · Perry · Plaza · Räim · Sagiv · Sbaragli · Schreurs · Turek · Williams · van Winden · Yechezkel
Ávila · Badilatti · Barbier · Boivin · Brändle · Crisey · Cataford · Cimolai · Dempster · Dunne · Earle · Einhorn (vanaf 1-6) · Enger · Gebremedhin · O. Goldstein · R. Goldstein · Hermans · Jensen · Minali · Neilands · Niv · Perry · Plaza · Räim · Sagiv · Sbaragli · Schreurs · Turek · van Asbroeck · van Winden · Ben Mosche (stagiair) · Ovett (stagiair) · Renard (stagiair)